# Ami Pro
Ami var navnet på det tekstbehandlingsprogram til Windows, der blev udviklet af det lille softwarefirma Samna og sendt på markedet i 1988. Først året efter sendte Microsoft sit windowsbaserede tekstbehandlingsprogram Microsoft Word for Windows på markedet, men da var Samna opkøbt af Lotus og en mere omfattende udgave af Ami var sendt på markedet under navnet Ami Pro, blandt andet som erstatning for Lotus' DOS-baserede tekstbehandling Manuscript, der trods væsentlig mere avanceret end Microsoft Word og WordPerfect, ikke slog an på markedet.
Da Ami Pro kom på markedet, var markedet domineret af WordPerfect idet Microsoft Word (fra 1983) ikke rigtig havde slået an. I Danmark anvendtes også DSI Tekst.
IBM, den nuværende ejer af Lotus, erstattede Ami Pro med Lotus Word Pro. Den 16-bit-baserede Ami Pro havde på trods af overlegen funktionalitet og brugergrænseflade efterhånden også tydeligere begrænsninger. For eksempel var det ikke var muligt at vise bunden af en side samtidigt med toppen af næste side. Begrænsningerne førte til at Lotus valgte en fuldstændig nyskrivning af programmet i stedet for at tilpasse dette 16-bit program til 32-bit Windows.